# Mitocu Dragomirnei
Mitocu Dragomirnei est une commune du județ de Suceava en Roumanie.